# ミッキーのレーシングチャレンジUSA
『ミッキーのレーシングチャレンジUSA』（ミッキーのレーシングチャレンジユーエスエー、英題：Mickey's Speedway USA）は、レアが開発し任天堂より発売されたレースゲーム。
NINTENDO 64版は欧米で2000年11月に、日本で2001年1月21日に発売。ゲームボーイカラー版は欧米で2001年3月に発売され、日本では未発売。
ディズニーのキャラクターたちがレーシングカートに乗り、アメリカ合衆国の各地を舞台にレースを行うという内容。レア開発、任天堂発売のディズニー作品のレースゲームとしては、1999年発売の『Mickey's Racing Adventure』（日本未発売）以来となる。

## ストーリー
ある日の朝、ミッキーが飼い犬のプルートに朝ご飯を与えようと犬小屋に近づいたが、中にプルートはいなかった。そして、犬小屋には1枚の紙切れがピン留めされており、そこには数人のウィズルによりプルートがトラックに押し込められている写真と「おまえのイヌとダイアモンドのくびわはあずかった！」というメッセージがあった。ミッキーは仲間たちに電話をかけて協力を呼びかけ、ヴォン・ドレイク教授からレースカーの提供を受けた。一方、話を盗み聞きしていたピートは、プルートを見つければ金がもらえると考えて期待を膨らませた。
こうして、ミッキーたちはプルートを取り戻すべくレースカーでアメリカ中をめぐることになる。

## システム
NINTENDO64版はレアが開発し任天堂より1997年に発売された『ディディーコングレーシング』のスタイル（3Dのコースでレースカーの後方視点）を、ゲームボーイカラー版は前述の『Mickey's Racing Adventure』のスタイル（2Dのコースで見下ろし視点）を踏襲している。
レースでは、コースを3周して早くゴールすることを目指す。コース上にあるタルに触れると、後述のウェポン（アイテム）のうち1つを入手できる。また、NINTENDO64版ではコース上のトークン（コイン）を取得するごとに最高速度が上昇する。
NINTENDO64版とゲームボーイカラー版の両方には、グランプリモード、タイムトライアルモード、トレーニングモード、対戦モードがあり、NINTENDO64版ではさらに、レースカーに取り付けられた風船を攻撃して割るという対戦モードも収録している。

## 操作キャラクター
- ミッキー
- ドナルド
- ミニー
- デイジー
- グーフィー
- ピート
- デューイ（隠しキャラクター）
- ルーイ（隠しキャラクター）
- ヒューイ（隠しキャラクター。北米/欧州版では、NINTENDO 64の周辺機器のコントローラパックにゲームボーイ版のカートリッジを差してゲームを起動した場合に追加される[8]。一方、日本のNINTENDO 64版ではタイムトライアルモードでゴールドコインを1枚入手した時点で追加される。）
- ヴォン・ドレイク教授（隠しキャラクター）

## ウェポン
トークン デリバリー
3個のトークンが手に入る。NINTENDO64版のみ。
スプリンタ
レースカーが一時的に加速する。
ペイント スポッチャ
道路に液体を撒き、この上を通過するレースカーをスリップさせる。
ベースボール チャッカー
野球ボールを前方に投げるか後方に置くかして、当たったレースカーをクラッシュさせる。
トレース チェイサー
ラジコンカーが前方のレースカーを追跡して体当たりしスリップさせる。NINTENDO64版のみ。
マグノ フライヤー
飛行機がコースに沿って飛行し前方のレースカーを攻撃する。
シールド シェル
一時的に無敵状態かつトップスピードで走行できる。
ストーミー ウェザー
前方の全てのレースカーの走行速度を低下させることができる。